# 安特拉齊特區

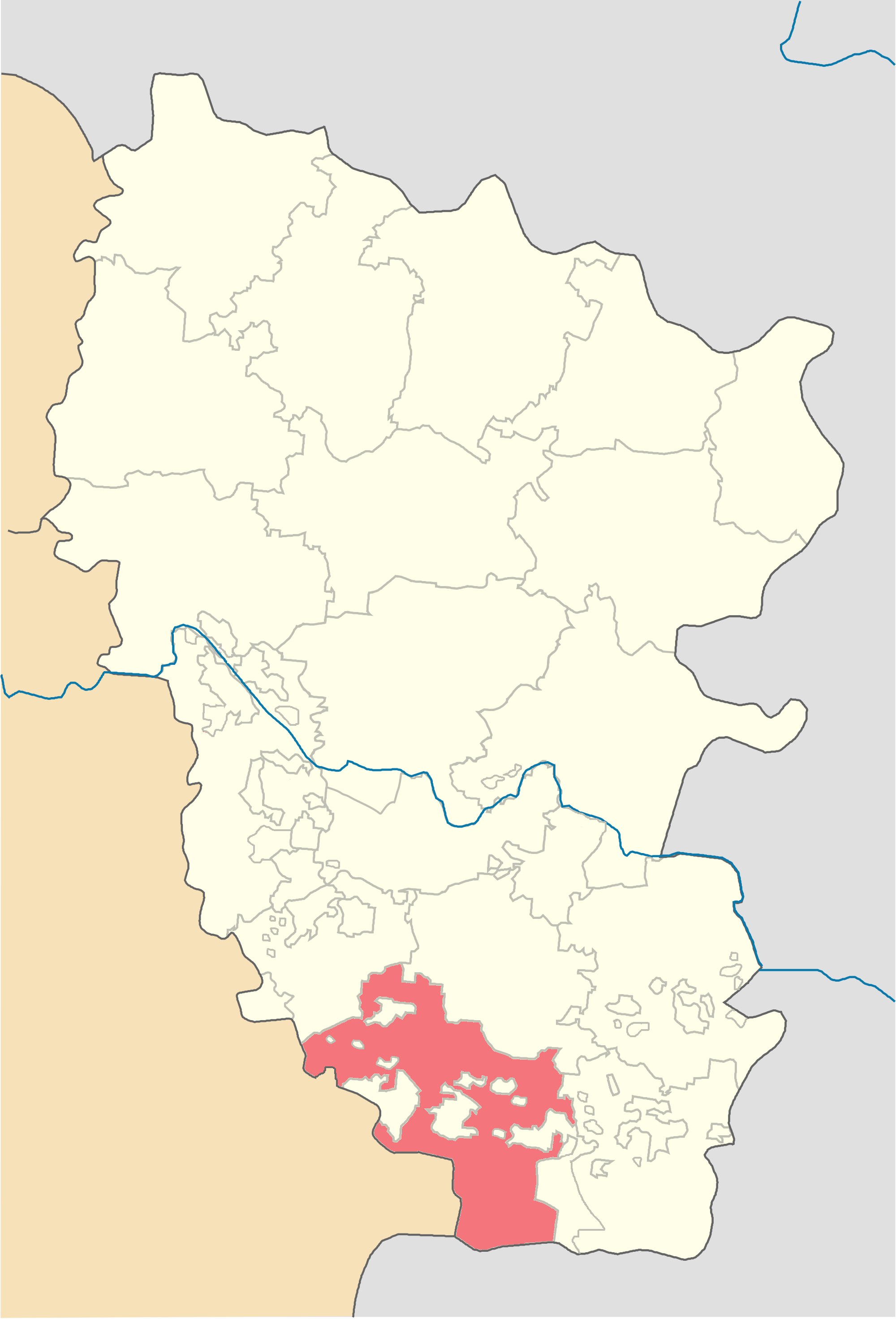
2020年之前安特拉齊特區在盧甘斯克州的位置

安特拉齊特區（烏克蘭語：Антрацитівський район），曾是烏克蘭東部盧甘斯克州的一個區，行政中心設於安特拉齊特，面積1,700平方公里，2020年人口数量为30,007人。
该区在2020年7月18日的乌克兰行政区划改革中被撤销，改革后盧甘斯克州下分为8个区。然而自2014年起该区不在乌克兰政府的实际控制中，而是在卢甘斯克人民共和国的控制下，并继续作为行政单位而存在。区府安特拉齊特原为州辖市，并不属于该区，但2015年时和区合并在一起。